# Ronald Levy
Ronald Levy (Westmoreland, 30 de outubro de 1992) é um atleta jamaicano, medalhista olímpico.
Um avanço significativo veio na temporada de 2017 sob o treinamento de Stephen Francis e Brigitte Foster-Hylton. Ele teve suas primeiras aparições em obstáculos indoor em 2018 e, após uma vitória no Grande Prêmio de Glasgow Indoor, ele conseguiu chegar às semifinais de 60 metros com barreiras no Campeonato Mundial de Indoor IAAF 2018, perdendo por pouco a qualificação para a final por um centésimo de segundo. Nos Jogos Olímpicos de Verão de 2020, conquistou a medalha de prata na bronze de 110 metros com barreiras masculino com o tempo de 13.10 segundos.